# Lydia Valentín
Lydia Valentín Pérez (Ponferrada, 10 de febrero de 1985) es una exdeportista española de halterofilia. Fue campeona olímpica en Londres 2012, campeona mundial en los años 2017 y 2018, y campeona de Europa en 2014, 2015, 2017 y 2018.
Participó en cuatro Juegos Olímpicos, obteniendo una medalla de oro en Londres 2012, una de plata en Pekín 2008 y una de bronce en Río de Janeiro 2016.
Ganó cuatro medallas en el Campeonato Mundial de Halterofilia, oro en 2017 y 2018, plata en 2019 y bronce en 2013, y doce medallas en el Campeonato Europeo de Halterofilia entre los años 2007 y 2019.

## Trayectoria deportiva

### Juegos Olímpicos
Participó en cuatro Juegos Olímpicos: en Pekín 2008 alcanzó el quinto puesto en la categoría de 75 kg con un total de 250 kg (115 kg en arrancada y 135 kg en dos tiempos); sin embargo, el dopaje de tres de las cuatro que la precedieron le otorgó la medalla de plata, que recibió en la sede del COE el 16 de enero de 2018. En Londres 2012 quedó en cuarto puesto en la misma categoría; su marca de 265 kg quedó a tan solo 4 kg del bronce. Esta vez, los positivos por dopaje de las tres rivales que ocuparon el podio, detectados cuatro años después por la Federación Internacional de Halterofilia, la convirtieron en campeona olímpica; título que posee tras recibir la medalla de oro en la sede del COE el 28 de febrero de 2019.
En los Juegos de Río 2016 logró la medalla de bronce tras levantar 116 kg en arrancada y 141 kg en dos tiempos, para un total de 257 kg. En su cuarta participación, en Tokio 2020, compitió en la categoría de 87 kg, y por culpa de unas molestias físicas solo pudo levantar un total de 225 kg y quedar en décima posición.

### Campeonato Mundial
En el Campeonato Mundial de Halterofilia ha tenido una destacada participación concluyendo en quinta posición en el Mundial de 2007, sexta en el de 2009, quinta en el de 2011, cuarta en el de 2014 y medalla de bronce en el Mundial de 2013, donde consiguió el segundo puesto en arrancada (122 kg) y el tercer puesto en dos tiempos (138 kg), para hacer un total de 260 kg.
Después de perderse el Mundial de 2015 por una lesión, consiguió su mejor participación mundialista en la edición siguiente, coronándose campeona mundial en el Mundial de 2017 en la categoría de hasta 75 kg, levantando 118 kg en arrancada y 140 en dos tiempos, para hacer un total de 258 kg.
Unas molestias físicas la llevaron a competir en la categoría de hasta 81 kg en el Campeonato Mundial de Halterofilia de 2018, en lugar de la suya habitual; sin embargo, esto no le impidió volver a conseguir el título mundial, con un total olímpico de 249 kg. Además, obtuvo también el oro en arrancada (113 kg) y el bronce en dos tiempos (136 kg). En 2019 volvió a competir en los 81 kg, obteniendo la medalla de plata con un total de 246 kg.

### Campeonato Europeo
En el Campeonato Europeo de Halterofilia de 2007 logró su primera medalla continental con el bronce. En la edición de 2008 mejoró su resultado logrando la medalla de plata.
En 2009 obtuvo la medalla de bronce en la categoría de 75 kg, con un total de 252 kg.
En el Europeo de 2011 quedó en el tercer puesto con las marcas de 122 kg en arrancada y 142 kg en dos tiempos, con un total olímpico de 264 kg. En el Europeo de 2012 obtuvo su segunda medalla de plata, con un total olímpico de 260 kg. En el Europeo de 2013 repitió la medalla de plata con un total olímpico de 255 kg (120 kg en arrancada y 135 kg en dos tiempos).
En el Europeo de 2014 se proclamó campeona continental, con 121 kg en arrancada y 147 kg en dos tiempos, con un total de 268 kg. Título que revalidó al siguiente año, en el Europeo de 2015, con 118 kg en arrancada, 145 kg en dos tiempos y con un total de 263 kg.
Al año siguiente no pudo defender el título en el Campeonato Europeo, dándole prioridad a los Juegos Olímpicos, después de una lesión que la apartó de la competición por un par de meses. En 2017 volvió a ganar la medalla de oro, por tercera vez, en el Europeo celebrado en Split (Croacia).

### Retirada
Lydia Valentín anunció su retirada del deporte de élite en septiembre de 2023, al no poder recuperarse de una lesión crónica de cadera.

## Vida privada
Estudió Ciencias de la Actividad Física y del Deporte en la Universidad Católica San Antonio de Murcia.

## Palmarés internacional
| Juegos Olímpicos   | Juegos Olímpicos            | Juegos Olímpicos  | Juegos Olímpicos |
| Año                | Lugar                       | Medalla           | Categoría        |
| ------------------ | --------------------------- | ----------------- | ---------------- |
| 2008               | Pekín (China)               | Medalla de plata  | 75 kg            |
| 2012               | Londres (Reino Unido)       | Medalla de oro    | 75 kg            |
| 2016               | Río de Janeiro (Brasil)     | Medalla de bronce | 75 kg            |
| Campeonato Mundial |                             |                   |                  |
| Año                | Lugar                       | Medalla           | Categoría        |
| 2013               | Breslavia (Polonia)         | Medalla de bronce | 75 kg            |
| 2017               | Anaheim (Estados Unidos)    | Medalla de oro    | 75 kg            |
| 2018               | Asjabad (Turkmenistán)      | Medalla de oro    | 81 kg            |
| 2019               | Pattaya (Tailandia)         | Medalla de plata  | 81 kg            |
| Campeonato Europeo |                             |                   |                  |
| Año                | Lugar                       | Medalla           | Categoría        |
| 2007               | Estrasburgo (Francia)       | Medalla de bronce | 75 kg            |
| 2008               | Lignano Sabbiadoro (Italia) | Medalla de plata  | 75 kg            |
| 2009               | Bucarest (Rumania)          | Medalla de plata  | 75 kg            |
| 2010               | Minsk (Bielorrusia)         | Medalla de bronce | 75 kg            |
| 2011               | Kazán (Rusia)               | Medalla de bronce | 75 kg            |
| 2012               | Antalya (Turquía)           | Medalla de plata  | 75 kg            |
| 2013               | Tirana (Albania)            | Medalla de plata  | 75 kg            |
| 2014               | Tel Aviv (Israel)           | Medalla de oro    | 75 kg            |
| 2015               | Tiflis (Georgia)            | Medalla de oro    | 75 kg            |
| 2017               | Split (Croacia)             | Medalla de oro    | 75 kg            |
| 2018               | Bucarest (Rumania)          | Medalla de oro    | 75 kg            |
| 2019               | Batumi (Georgia)            | Medalla de plata  | 76 kg            |

## Condecoraciones
| Distinción                                                      | Año  |
| --------------------------------------------------------------- | ---- |
| Medalla de Oro - Real Orden del Mérito Deportivo                | 2016 |
| Medalla de Plata - Real Orden del Mérito Deportivo              | 2014 |
| Galardón                                                        | Año  |
| Premio Nacional del Deporte «Mejor deportista española del año» | 2016 |